# Jules de Spoly
Aminade Spoliansky né Aminad Petrović Spolânskij dit Jules de Spoly, né le 25 avril 1884 à Moscou et mort le 14 novembre 1957 à Paris, est un acteur français d'origine russe.

## Biographie
En dehors de ses rôles dans des films muets tournés entre 1921 et 1926 où il interprétait essentiellement des personnages d'aristocrates ou de grands bourgeois, on sait peu de choses de Jules de Spoly sinon qu'il fut un temps administrateur du théâtre Daunou. Il quitte définitivement les plateaux de cinéma après le tournage de Pour régner, un film d'André Luguet sorti sur les écrans en novembre 1926.
En septembre 1929, on apprend toutefois qu'il s'apprête à partir pour Berlin pour un engagement.
Il semble que son métier d'acteur, lancé sous la direction de réalisateurs russes émigrés à Paris, n'ait été qu'une parenthèse dans sa carrière de journaliste et d'écrivain, activités pour lesquelles il utilisait le pseudonyme Don Aminado.
La nationalité française qu'il avait obtenue en août 1939, lui sera retirée trois ans plus tard en octobre 1942 en application des lois anti-juives du régime de Vichy.
Jules de Spoly meurt le 14 novembre 1957 en son domicile au no 2 rue Catulle-Mendès dans le 17e arrondissement de Paris à l'âge de 73 ans, et il est inhumé au cimetière des Batignolles (29e division). Il était marié depuis février 1926 avec Nadia Kravzof née à Isbergues (Pas-de-Calais) d'un père russe et d'une mère française.

## Filmographie
- 1921 : L'Enfant du carnaval ou Le Bonheur perdu d'Ivan Mosjoukine
- 1921 : Les Contes des Mille et Une Nuits de Victor Tourjanski
- 1921 : Le Sens de la mort de Yakov Protazanov
- 1921 : L'Ombre déchirée de Léon Poirier
- 1921 : Le Coffret de jade de Léon Poirier : Ali le cruel
- 1921 : Le Père Goriot de Jacques de Baroncelli[13]
- 1921 : Parisette de Louis Feuillade
- 1921 : L'Orpheline de Louis Feuillade
- 1921 : Le Cœur magnifique de Séverin-Mars et Jean Legrand
- 1921 : Le Talion de Charles Maudru
- 1921 : Prix de beauté, de René Carrère[14]
- 1922 : Pour une nuit d'amour de Yakov Protazanov
- 1922 : Les Mystères de Paris de Charles Burguet
- 1922 : L'Aviateur masqué de Robert Péguy
- 1922 : L'Empereur des pauvres de René Leprince[15]
- 1922 : La Vérité d'Henry Roussell
- 1922 : Rouletabille chez les bohémiens d'Henri Fescourt
- 1922 : L'Écuyère de Léonce Perret
- 1922 : La Femme de nulle part de Louis Delluc[16]
- 1922 : Son Altesse d'Henri Desfontaines
- 1922 : Maman Pierre, film en 4 parties de Maurice Challiot[17]
- 1923 : Au pied des cascades et des glaciers de Maurice Challiot[18]
- 1923 : Les Sentiers de l'Amour de Maurice Challiot[19]
- 1923 : L'Espionne d'Henri Desfontaines
- 1923 : Le Costaud des Épinettes de Raymond Bernard
- 1923 : Le Brasier ardent d'Ivan Mosjoukine et Alexandre Volkoff
- 1923 : Le Roi de Paris de Charles Maudru et Maurice de Marsan : le peintre Édouard Detaille[20]
- 1923 : Kœnigsmark de Léonce Perret
- 1924 : Survivre d'Édouard Chimot
- 1924 : J'ai tué de Roger Lion[21]
- 1924 : Kean ou Désordre et génie d'Alexandre Volkoff
- 1925 : Les Aventures de Robert Macaire film en 5 épisodes de Jean Epstein
- 1925 : Le Double Amour de Jean Epstein[22]
- 1925 : Mon curé chez les riches d'Émile-Bernard Donatien : le banquier Maxy[23]
- 1925 : Mon curé chez les pauvres d'Émile-Bernard Donatien : le banquier Maxy[24]
- 1926 : Pour régner d'André Luguet : le Grand Chancelier[25]

## Théâtre
- 1925 : La Veuve joyeuse, opérette en 3 actes de Franz Lehar, adaptation française de Robert de Flers et Gaston de Caillavet, mise en scène de Léo Massart, à l'Apollo (9 avril) : le gérant de chez Maxim's[26]

## Distinctions
- Chevalier de la Légion d'honneur au titre du ministre des Affaires étrangères (décret du 31 juillet 1937)[27].